# Mud on the Tires
Mud on the Tires è il terzo album in studio del chitarrista e cantante country statunitense Brad Paisley, prodotto da Frank Rogers e pubblicato nel 2003 per la Arista Nashville.

## Tracce
1. Mud on the Tires
2. Celebrity
3. Ain't Nothin' Like
4. Little Moments
5. That's Love
6. Somebody Knows You Now
7. Famous People
8. Hold Me in Your Arms (And Let Me Fall)
9. Whiskey Lullaby
10. The Best Thing That I Had Goin'
11. The Cigar Song
12. Make a Mistake
13. Make a Mistake with Me
14. Is It Raining at Your House
15. Spaghetti Western Swing
16. Farther Along
17. Kung Pao

## Recensioni
- The Long Journey, su bcmai.it. URL consultato il 15 ottobre 2006 (archiviato dall'url originale il 5 settembre 2007).